# Philippe Van Volckxom
Philippe Van Volckxom (květen 1898 – 24. prosince 1938) byl belgický sportovec.
Působil jako hokejový obránce. V letech 1920 a 1924 byl členem belgického hokejového týmu, který skončil na olympijských hrách pátý (1920) a šestý (1924).
Věnoval se též rychlobruslení, závodil na ZOH 1924 v závodech na 500 m (23. místo), 1500 m (20. místo) a ve víceboji (nedokončil).
Jako veslař se zúčastnil i LOH 1928, s dvojkou bez kormidelníka skončil v opravách prvních jízd.